# My Little Assassin
My Little Assassin es un telefilme estadounidense de drama de 1999, dirigido por Jack Bender, escrito por Crystal Zevon, Ramey E. Ward y Howard Korder, musicalizado por David Schwartz, en la fotografía estuvo Ronald Víctor García y los protagonistas son Gabrielle Anwar, Joe Mantegna y Robert Davi, entre otros. Este largometraje fue producido por Gleneagle Productions, Hearst Entertainment Productions y Xenon Pictures; se estrenó el 11 de octubre de 1999.

## Sinopsis
Trata acerca de una mujer de Estados Unidos que se enamora de Fidel Castro, y luego de un tiempo queda embarazada, esto ocurre al inicio de su dictadura.